# 814

## Evenimente
- La moartea lui Carol cel Mare, Lothar I devine duce de Bavaria.
- Ludovic cel Pios îl succede pe Carol cel Mare.

## Arte, științe, literatură și filozofie
- În Veneția, este constuit Castelul Dogilor, pe locul unde astăzi se află Palatul Dogilor.

## Nașteri
- 8 aprilie: Enchin filosof japonez (d. 891)

## Decese
- 28 ianuarie: Carol cel Mare, rege al francilor (n. 748)
- 13 aprilie: Krum, han al bulgarilor (n. ?)
- Abu Nuwas, poet arab (n. 750)